# Montanarchäologie
Die Montanarchäologie oder Bergbauarchäologie ist ein Zweig der Archäologie, der sich mit Bergbau und Hüttenwesen beschäftigt. Ziel der Forschung ist es, Erkenntnisse über die Gewinnung von mineralischen Rohstoffen, deren Verarbeitung sowie deren Weitergabe, z. B. in Form von Handel, zu gewinnen.
Interdisziplinäre Zusammenarbeit ist für diese Forschungsrichtung besonders wichtig. Unter anderem werden Erkenntnisse aus Mineralogie, Geologie und Bergbaukunde verwendet. Die Archäometallurgie baut auf den Erkenntnissen der Montanarchäologie auf. Beispiele aus der Ethnologie helfen Modelle für die Versorgungsstrategien zu entwickeln, z. B. ob diejenigen, die den Stein abbauten, ihn auch verbrauchten oder ob dies Spezialisten waren.